# Estação Peñón Viejo
A Estação Peñón Viejo é uma das estações do Metrô da Cidade do México, situada na Cidade do México, entre a Estação Guelatao e a Estação Acatitla. Administrada pelo Sistema de Transporte Colectivo, faz parte da Linha A.
Foi inaugurada em 12 de agosto de 1991. Localiza-se no cruzamento do Estrada Ignacio Zaragoza com a Rua República Federal. Atende os bairros Z.U. Ejidal Santa Martha Acatitla Norte/Sur, situados na demarcação territorial de Iztapalapa. A estação registrou um movimento de 4.490.782 passageiros em 2016.